# Varennes-Saint-Sauveur
Pour les articles homonymes, voir Varennes.
Varennes-Saint-Sauveur est une commune française située dans le département de Saône-et-Loire en région Bourgogne-Franche-Comté.

## Géographie

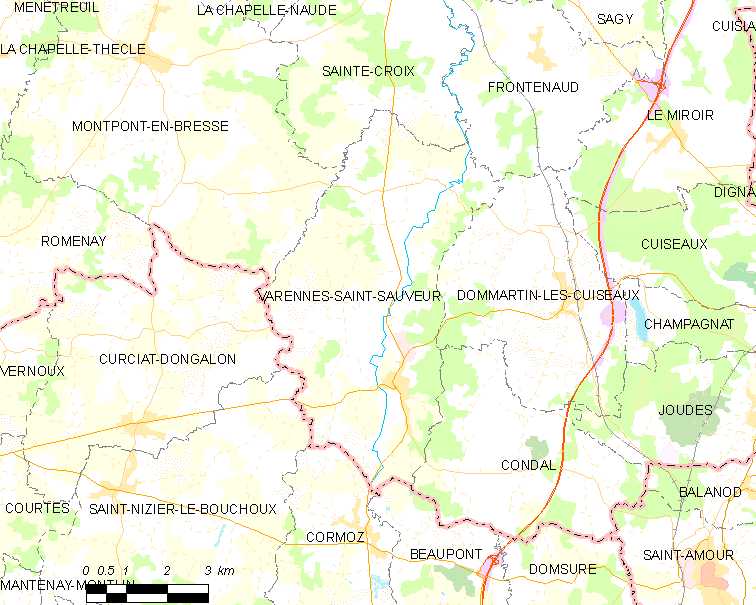
Carte de Varennes-Saint-Sauveur et de ses alentours.

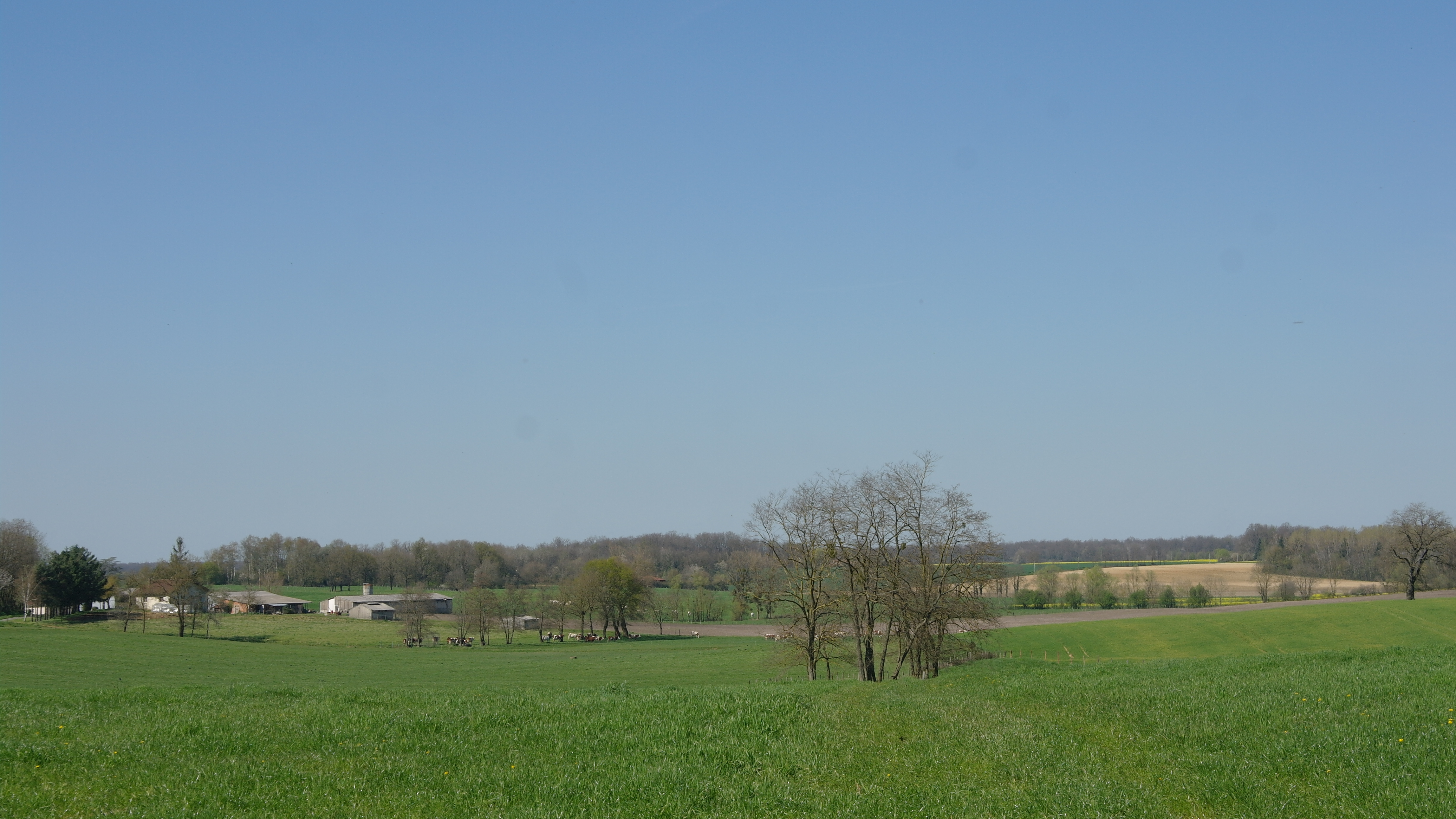
Paysage de Varennes-Saint-Sauveur. En Arrière-plan, sur la gauche, le hameau du Moulin de Labergement.

Varennes-Saint-Sauveur fait partie de la Bresse louhannaise.
La commune offre un territoire de forêts et de culture dont les activités agricoles sont l'élevage des vaches laitières et de la poule de Bresse.
La route départementale 996 traverse Varennes du nord au sud.

### Hydrographie

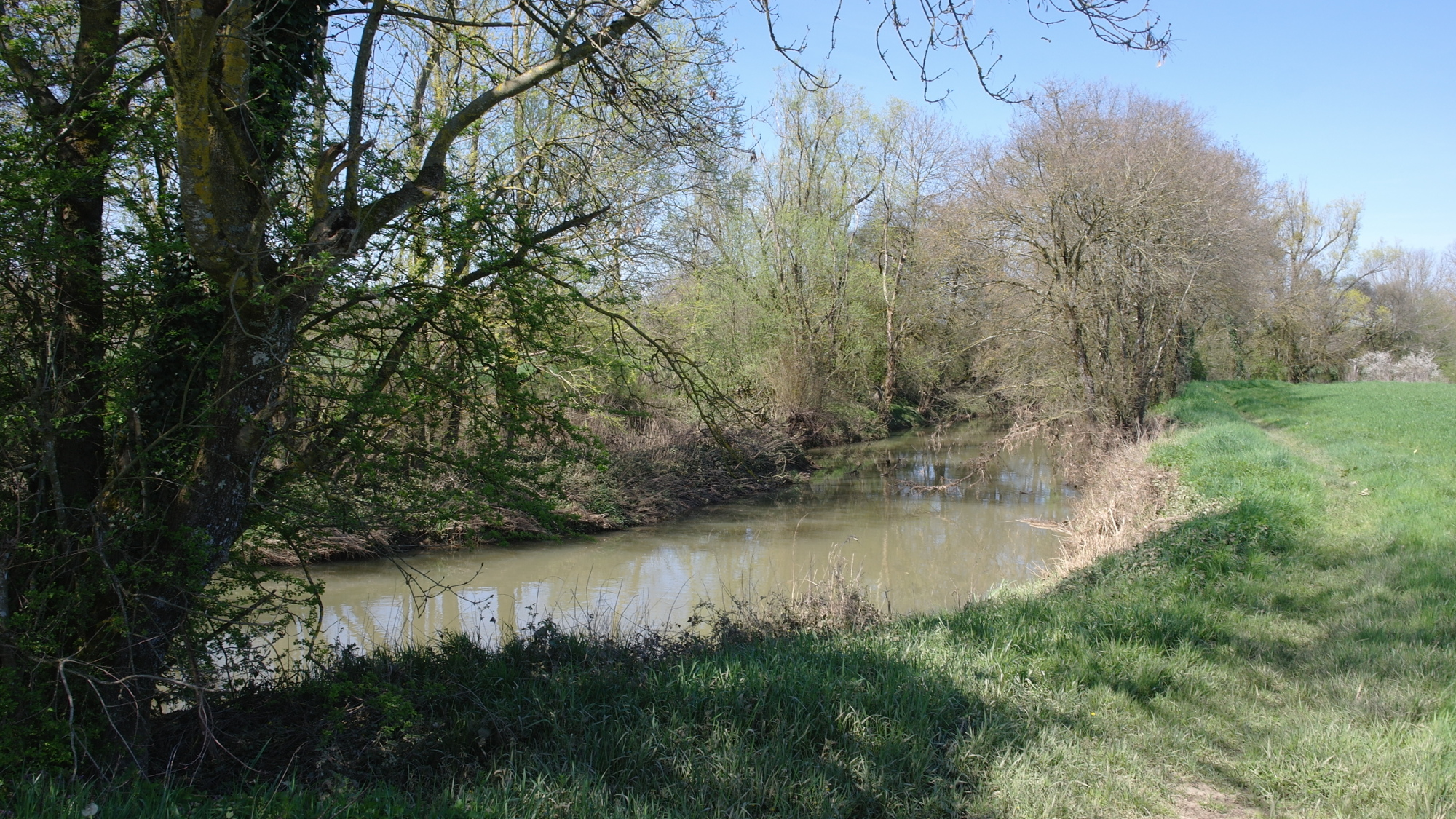
Le Sevron à Varennes, non loin du bourg.

Plusieurs rivières traversent la commune : la Sâne Morte (sur toute la limite ouest de Varennes), le Sevron et le Solnan (limite avec Varennes-Saint-Sauveur puis Frontenaud). C'est à Varennes que le Sevron conflue avec le Solnan.

### Climat
Pour des articles plus généraux, voir Climat de la Bourgogne-Franche-Comté et Climat de Saône-et-Loire.
En 2010, le climat de la commune est de type climat océanique dégradé des plaines du Centre et du Nord, selon une étude du Centre national de la recherche scientifique s'appuyant sur une série de données couvrant la période 1971-2000. En 2020, Météo-France publie une typologie des climats de la France métropolitaine dans laquelle la commune est exposée à un climat semi-continental et est dans la région climatique Bourgogne, vallée de la Saône, caractérisée par un bon ensoleillement (1 900 h/an), un été chaud (18,5 °C), un air sec au printemps et en été et des vents faibles.
Pour la période 1971-2000, la température annuelle moyenne est de 11,2 °C, avec une amplitude thermique annuelle de 17,7 °C. Le cumul annuel moyen de précipitations est de 1 054 mm, avec 12,3 jours de précipitations en janvier et 8,1 jours en juillet. Pour la période 1991-2020, la température moyenne annuelle observée sur la station météorologique installée sur la commune est de 12,1 °C et le cumul annuel moyen de précipitations est de 1 043,2 mm. 
La température maximale relevée sur cette station est de 39,4 °C, atteinte le 24 août 2023 ; la température minimale est de −16,4 °C, atteinte le 20 décembre 2009,,.
| Mois                                  | jan.           | fév.           | mars           | avril         | mai           | juin          | jui.          | août          | sep.          | oct.          | nov.          | déc.           | année      |
| ------------------------------------- | -------------- | -------------- | -------------- | ------------- | ------------- | ------------- | ------------- | ------------- | ------------- | ------------- | ------------- | -------------- | ---------- |
| Température minimale moyenne (°C)     | 0,6            | 0,4            | 2,9            | 6,3           | 10            | 14            | 15            | 14,3          | 11,1          | 8,4           | 4,5           | 1,5            | 7,4        |
| Température moyenne (°C)              | 3,3            | 4,1            | 7,9            | 11,9          | 15,2          | 19,6          | 21            | 20,4          | 16,9          | 12,7          | 7,6           | 4,1            | 12,1       |
| Température maximale moyenne (°C)     | 6              | 7,8            | 12,8           | 17,4          | 20,5          | 25,2          | 27            | 26,4          | 22,6          | 17            | 10,8          | 6,7            | 16,7       |
| Record de froid (°C) date du record   | −14,9 13.01.03 | −13,9 05.02.12 | −11,5 01.03.05 | −5,4 08.04.03 | 0,8 03.05.21  | 5,2 02.06.06  | 7,3 03.07.11  | 6,5 09.08.05  | 2 29.09.02    | −4,3 25.10.03 | −7,2 18.11.07 | −16,4 20.12.09 | −16,4 2009 |
| Record de chaleur (°C) date du record | 17,5 01.01.23  | 20,4 25.02.21  | 25,4 30.03.21  | 29,5 30.04.05 | 32,6 24.05.09 | 36,7 22.06.03 | 39,2 24.07.19 | 39,4 24.08.23 | 34,8 05.09.23 | 29,2 02.10.23 | 22,1 08.11.15 | 17,2 20.12.19  | 39,4 2023  |
| Précipitations (mm)                   | 79,1           | 68,6           | 69,9           | 85,7          | 99,3          | 79,2          | 84,4          | 80,3          | 84            | 108,7         | 112,3         | 91,7           | 1 043,2    |

| Diagramme climatique                                  |            |             |             |            |            |          |              |            |            |              |            |
| J                                                     | F          | M           | A           | M          | J          | J        | A            | S          | O          | N            | D          |
| 60,679,1                                              | 7,80,468,6 | 12,82,969,9 | 17,46,385,7 | 20,51099,3 | 25,21479,2 | 271584,4 | 26,414,380,3 | 22,611,184 | 178,4108,7 | 10,84,5112,3 | 6,71,591,7 |
| Moyennes : • Temp. maxi et mini °C • Précipitation mm |            |             |             |            |            |          |              |            |            |              |            |

Les paramètres climatiques de la commune ont été estimés pour le milieu du siècle (2041-2070) selon différents scénarios d'émission de gaz à effet de serre à partir des nouvelles projections climatiques de référence DRIAS-2020. Ils sont consultables sur un site dédié publié par Météo-France en novembre 2022.

## Urbanisme

### Typologie
Au 1er janvier 2024, Varennes-Saint-Sauveur est catégorisée commune rurale à habitat dispersé, selon la nouvelle grille communale de densité à sept niveaux définie par l'Insee en 2022.
Elle est située hors unité urbaine et hors attraction des villes,.

### Occupation des sols
L'occupation des sols de la commune, telle qu'elle ressort de la base de données européenne d’occupation biophysique des sols Corine Land Cover (CLC), est marquée par l'importance des territoires agricoles (84,5 % en 2018), une proportion sensiblement équivalente à celle de 1990 (84,6 %). La répartition détaillée en 2018 est la suivante : 
terres arables (32 %), zones agricoles hétérogènes (27,5 %), prairies (25 %), forêts (13,1 %), zones urbanisées (1,6 %), zones industrielles ou commerciales et réseaux de communication (0,8 %). L'évolution de l’occupation des sols de la commune et de ses infrastructures peut être observée sur les différentes représentations cartographiques du territoire : la carte de Cassini (XVIIIe siècle), la carte d'état-major (1820-1866) et les cartes ou photos aériennes de l'IGN pour la période actuelle (1950 à aujourd'hui).

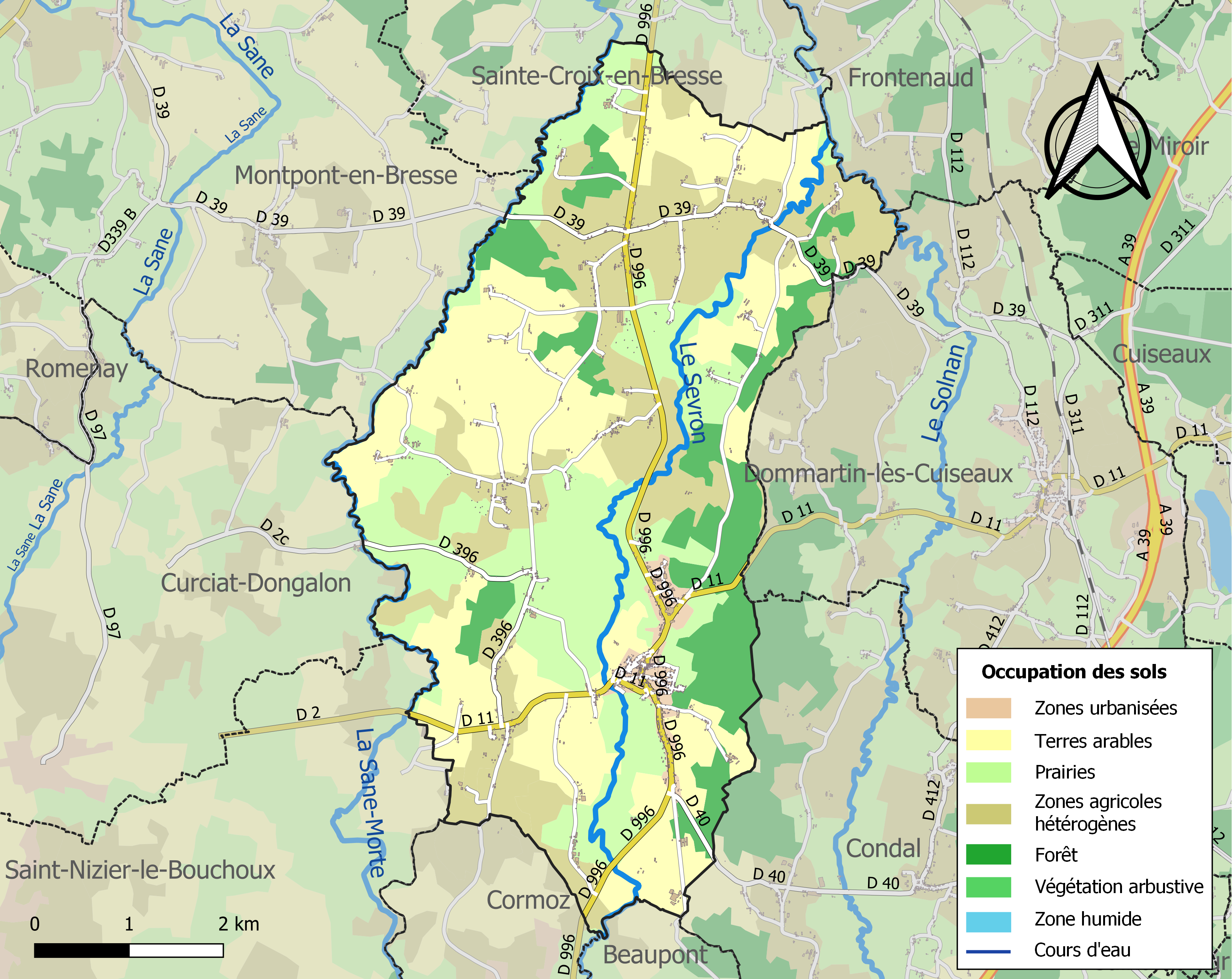
Carte des infrastructures et de l'occupation des sols de la commune en 2018 (CLC).

## Toponymie et dialectologie
"Varennes" vient de "warenna", sens de "garenne', désignant une "terre inculte, en friche", mais aussi une "terre sablonneuse, légère" : ces caractéristiques favorisent la prolifération du gibier nommé "lapin de garenne". Le déterminant d'origine religieuse "Saint-Sauveur" est attesté depuis le XVe siècle, rendu nécessaire en raison des nombreux homonymes. En 1793, la vague de laïcisation transforma temporairement le nom de la commune en "Varennes-sur-Sevron".
Le "patois de Varennes-Saint-Sauveur" a été étudié par Christine Marichy (2 volumes édités par L'ABDO), Docteure ès Sciences du Langage

## Histoire
Jusqu'à la Révolution française, Varennes-Saint-Sauveur, localité du département de Saône-et-Loire relevant depuis 1801 du diocèse d'Autun, dépendit du diocèse de Saint-Claude (érigé en 1742).
En 1790, Buisserolles (ou Busserolles), qui est aujourd'hui un hameau de Varennes, était alors une commune indépendante rattachée au département de l'Ain et au canton de Saint-Trivier-de-Courtes, qui comptait 843 habitants au recensement de 1793. Elle obtint son rattachement à Varennes-Saint-Sauveur le 24 décembre 1794,.
1793 : Varennes-Saint-Sauveur, dans le contexte révolutionnaire, change de nom et devient Varennes-sur-Sevron.

## Politique et administration

### Tendances politiques et résultats

#### Élections Présidentielles
Le village de Varennes-Saint-Sauveur place en tête à l'issue du premier tour de l'élection présidentielle française de 2017, Marine Le Pen (RN) avec 28,34 % des suffrages. Mais lors du second tour, Emmanuel Macron (LaREM) et Marine Le Pen (RN) arrivent à égalité avec 50,00 %.
En 2022, au premier tour, Marine Le Pen obtient 30,96 % et Emmanuel Macron 26,60 % ; au second tour les scores sont 53,50 % et 46,50 % respectivement.

#### Élections Législatives
Le village de Varennes-Saint-Sauveur faisant partie de la quatrième circonscription de Saône-et-Loire, place lors du 1er tour des élections législatives françaises de 2017, Cécile Untermaier (PS) avec 31,16 % ainsi que lors du second tour avec 63,35 % des suffrages.
Lors du 1er tour des élections législatives françaises de 2022, Cécile Untermaier (PS), députée sortante, arrive en tête avec 42,20 % des suffrages comme lors du second tour, avec cette fois-ci, 57,46 % des suffrages.

#### Élections Départementales
Le village de Varennes-Saint-Sauveur faisant partie du canton de Cuiseaux place le binôme de Frédéric Cannard (DVG) et Sylvie Chambriat (DVG), en tête, dès le 1er tour des élections départementales de 2021 en Saône-et-Loire avec 50,63 % des suffrages. Lors du second tour, les habitants décideront de placer de nouveau le binôme de Frédéric Cannard (DVG) et Sylvie Chambriat (DVG), en tête, avec cette fois-ci, près de 58,79 % des suffrages. Devant l'autre binôme mené par Sébastien Fierimonte (DIV) et Carole Rivoire-Jacquinot (DIV) qui obtient 41,21 %. Il est important de souligner une abstention record lors de ces élections qui n'ont pas épargné le village de Varennes-Saint-Sauveur avec lors du premier tour 62,43 % d'abstention et au second, 56,83 %.

### Liste des maires de Varennes-Saint-Sauveur
| Période                                  | Période        | Identité                              | Étiquette | Qualité                                                                                                   |
| ---------------------------------------- | -------------- | ------------------------------------- | --------- | --- |
|                                          |                |                                       |           | |
| mai 1800                                 | avril 1810     | Pierre Joseph Lyonnois                |           | Notaire royal                                                                                             |
| mai 1810                                 | mars 1816      | Pierre Joseph Lyonnois                |           | Notaire impérial, fils du précédent                                                                       |
| mars 1816                                | septembre 1830 | Claude Alexis Yoland De Saint-Mauris  | Royaliste | |
| septembre 1830                           | janvier 1835   | Pierre Joseph Lyonnois                |           | Notaire impérial                                                                                          |
| février 1835                             | janvier 1847   | Claude Marie Collet                   |           | |
| février 1847                             | février 1850   | Jules Lyonnois                        |           | |
| juin 1850                                | janvier 1878   | Benoît Joseph Victor Collet           |           | |
| janvier 1878                             | 1882           | Jacques Antoine Saulnier              |           | |
| mai 1882                                 | décembre 1886  | Jean François Valéry Collet           |           | Conseiller général                                                                                        |
| janvier 1887                             | mai 1896       | Jean Pierre Eugène Constantin Pillard |           | Marchand de grains                                                                                        |
| mai 1896                                 | janvier 1933   | Victor Eugène Valéry Collet           |           | Notaire, officier d'académie, conseiller général, président de l'association des maires de Saône-et-Loire |
| 1933                                     | 1946           | Claude Raffin                         |           | Conseiller d'arrondissement du canton de Cuiseaux                                                         |
| 1946                                     | mars 1959      | Abel Coulon                           |           | |
| mars 1959                                | mars 1965      | Paul Guimet                           |           | Médecin                                                                                                   |
| mars 1965                                | décembre 1969  | Henri Vincent                         |           | Instituteur                                                                                               |
| janvier 1970                             | mars 2001      | René Beaumont                         | UMP       | Vétérinaire, ancien député, sénateur et président du conseil général de Saône-et-Loire                    |
| mars 2001                                | en cours       | Jean-Michel Longin                    |           | Responsable de bases                                                                                      |
| Les données manquantes sont à compléter. |                |                                       |           | |

## Démographie
L'évolution du nombre d'habitants est connue à travers les recensements de la population effectués dans la commune depuis 1793. Pour les communes de moins de 10 000 habitants, une enquête de recensement portant sur toute la population est réalisée tous les cinq ans, les populations de référence des années intermédiaires étant quant à elles estimées par interpolation ou extrapolation. Pour la commune, le premier recensement exhaustif entrant dans le cadre du nouveau dispositif a été réalisé en 2007.

En 2022, la commune comptait 1 116 habitants, en évolution de −0,98 % par rapport à 2016 (Saône-et-Loire : −1,06 %, France hors Mayotte : +2,11 %).
| 1793  | 1800  | 1806  | 1821  | 1831  | 1836  | 1841  | 1846  | 1851  |
| ----- | ----- | ----- | ----- | ----- | ----- | ----- | ----- | ----- |
| 1 111 | 1 609 | 1 818 | 1 681 | 1 812 | 1 848 | 1 934 | 2 000 | 1 972 |

| 1856  | 1861  | 1866  | 1872  | 1876  | 1881  | 1886  | 1891  | 1896  |
| ----- | ----- | ----- | ----- | ----- | ----- | ----- | ----- | ----- |
| 1 905 | 1 951 | 1 977 | 1 988 | 2 088 | 2 120 | 2 125 | 1 985 | 2 014 |

| 1901  | 1906  | 1911  | 1921  | 1926  | 1931  | 1936  | 1946  | 1954  |
| ----- | ----- | ----- | ----- | ----- | ----- | ----- | ----- | ----- |
| 1 980 | 1 954 | 1 880 | 1 678 | 1 680 | 1 584 | 1 566 | 1 456 | 1 345 |

| 1962  | 1968  | 1975  | 1982  | 1990  | 1999  | 2006  | 2007  | 2012  |
| ----- | ----- | ----- | ----- | ----- | ----- | ----- | ----- | ----- |
| 1 201 | 1 113 | 1 037 | 1 054 | 1 039 | 1 005 | 1 145 | 1 165 | 1 117 |

| 2017  | 2022  | - | - | - | - | - | - | - |
| ----- | ----- | - | - | - | - | - | - | - |
| 1 133 | 1 116 | - | - | - | - | - | - | - |

## Cultes
Varennes-Saint-Sauveur est rattachée à la paroisse Saint-Bernard en Bresse qui compte neuf clochers, dont le centre est Cuiseaux, soit environ 7000 habitants.

## Lieux et monuments

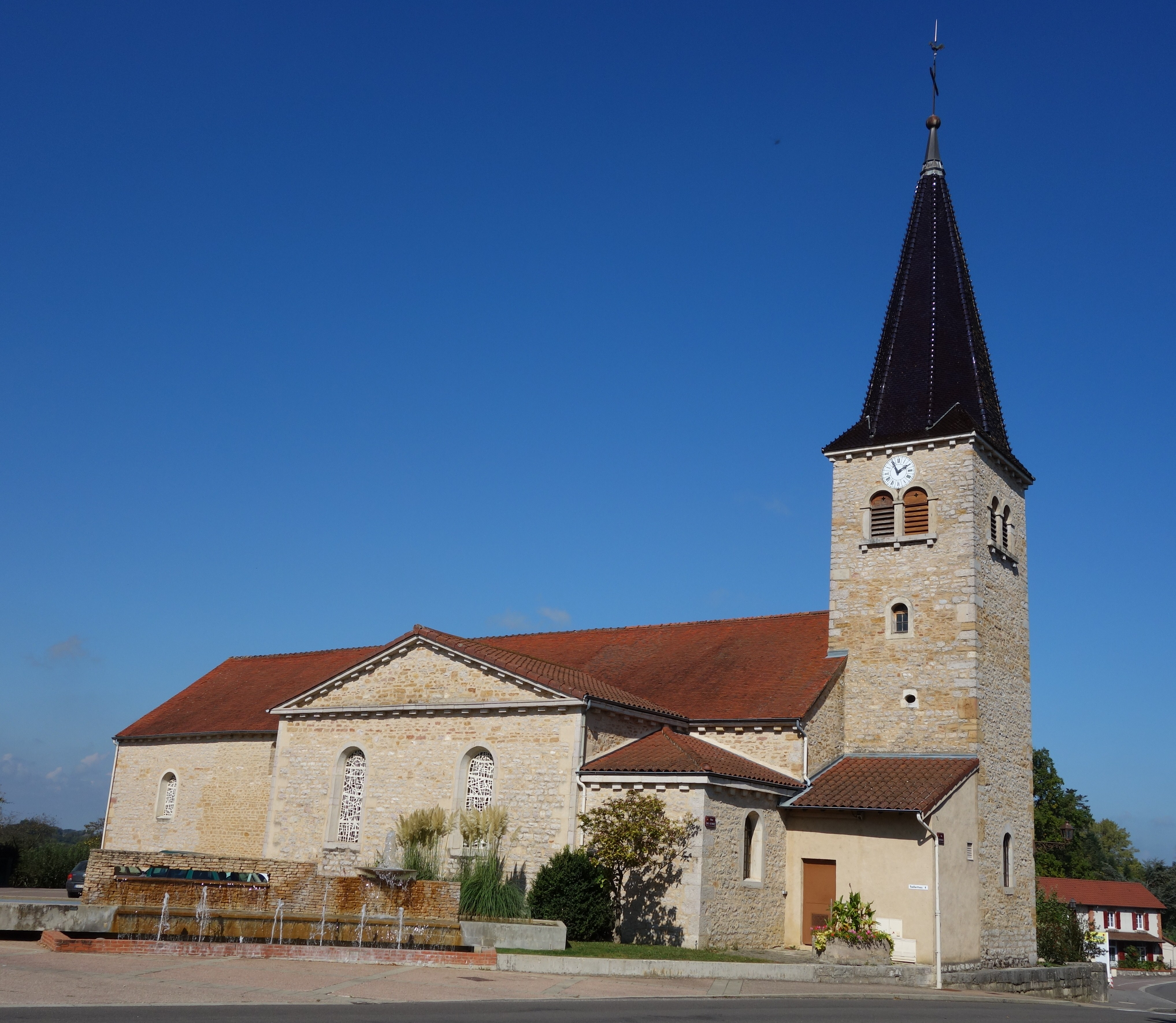
L'église de Varennes-Saint-Sauveur, sous le vocable du martyre de saint Jean-Baptiste.

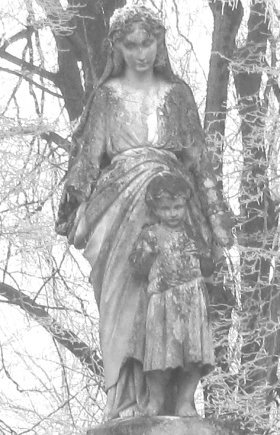
Notre-Dame de Réal, un jour de givre.

- L'église du XIXe s. au centre du bourg, sous le vocable du martyre de saint Jean-Baptiste, restaurée en 2000. On accède à la nef unique, plafonnée, par un tambour aménagé en 1969. La nef ouvre sur le chœur composé d’une travée droite et d’une abside semi-circulaire un peu moins large, voûtée en cul-de-four plein cintre, par un portique à trois arcades plein cintre retombant sur deux colonnes à chapiteaux et sur deux pilastres. Deux larges chapelles plafonnées s’ouvrent au nord et au sud, à la fois sur le haut de la nef et sur la travée droite du chœur, par deux arcades en plein cintre. L’autel de la chapelle sud est timbré des armoiries des familles Desglans de Cessiat et de Lamartine ; les blasons sont appliqués contre l’antependium sculpté. Une plaque commémorative fait mémoire des 93 morts pour la France de la Première Guerre mondiale. Dans la chapelle nord, l’armoire en coin des fonts baptismaux est surmontée d’un fronton de bois sculpté à décor de feuillages datant du XVIIIe siècle. La grille de fer forgé est ornée d’un médaillon central portant des initiales entrelacées[25].
- Le château Real, à l’entrée de Varennes-Saint-Sauveur, à droite, en venant de Louhans, du début du XIXe siècle (château dont le parc a été classé au titre des MH en 1935 pour son chêne sous lequel le poète Alphonse de Lamartine, en visite chez sa sœur Cécile de Cessiat, écrivit le poème « L’Isolement » paru en 1820 dans Les Méditations poétiques).
- Le château du Bouchat (grange du XVIe s. transformée au XIXe s. : chapelle néo-gothique et pigeonnier).
- Le manoir de Servillat (XIXe s.).
- La Laiterie de Bresse (la Bressane) : coopérative agricole fondée en 1939 devenue entreprise privée en 1992, elle a été restructurée en 2010 et compte 90 employés (bureau et production) en 2014[26]. Elle élabore 9 000 tonnes de produits par an en particulier des fromages frais en faisselle mais aussi du beurre AOC de Bresse, de la crème AOC de Bresse et des desserts lactés[27].
- La Tuilerie (XVIIe-XVIIIe s.), classée monument historique[28],[29].
- La chapelle néogothique du Bois Chevret (1857), construite pour commémorer le dogme de l’Immaculé Conception, puis restaurée en 1872 à la suite du vœu de protection du village contre les armées prussiennes.

## Personnalités liées à la commune
- Brunehilde qui s'était réfugiée un temps en Bourgogne lors du soulèvement des Grands d'Austrasie, a laissé le nom de « La Reine » à un carrefour de Varennes-Saint-Sauveur sur la D 996 en direction de Louhans.
- Gaby Basset, actrice française, épouse de Jean Gabin ; elle joua dans 70 films de 1930 à 1967.
- Bernard Bourgeois, philosophe, spécialiste de Kant et de Hegel ; élu le 2 décembre 2002 à la section philosophie de l'Académie des sciences morales et politiques, au fauteuil d'Olivier Lacombe.
- René Beaumont, sénateur UMP, président du conseil général de Saône-et-Loire de 1985 à 2004, député de Saône-et-Loire (scrutin proportionnel) de 1986 à 1988 puis député de la 6e circonscription (Louhans) de 1988 à 1997, battu en 1997 par Arnaud Montebourg figure du PS.

## Pour approfondir